# FK Zvijezda 09
FK Zvijezda 09 (serb. cyryl.: Фудбалски клуб "Звијезда 09" Бијељина) – bośniacki klub piłkarski, mający siedzibę w mieście Bijeljina, w północno-wschodniej części kraju.

## Historia
Chronologia nazw:
- 2009: FK Zvijezda 09

Klub piłkarski FK Zvijezda 09 został założony we wsi etnicznej Stanišići około Bijeljina w 2009 roku. Klub został faktycznie przeniesiony ze wsi Brgule, gminy Vareš, gdzie istniał przed rozpadem Jugosławii i wojną w Bośni pod nazwą FK Zvijezda Brgule (powstał 14 stycznia 1980). W rozgrywkach o mistrzostwo Jugosławii zespół występował w niższych ligach regionalnych (Opštinska liga Ilijaš, Opštinska liga Visoko) bez znaczących sukcesów.
W sezonie 2009/10 startował w szóstej lidze serbskiej, którą wygrał w następnym 2011 roku, w 2012 zwyciężył w piątej lidze. W zimowej przerwie sezonu 2012/13 zarząd klubu podjął decyzję o zmianie nazwy klubu na FK Zvijezda Brgule jednak dalej używano nazwy FK Zvijezda 09. Po zakończeniu sezonu awansował do trzeciej ligi serbskiej. W 2014 zdobył promocję do drugiej ligi serbskiej. Od 2015 roku występował w pierwszej lidze serbskiej. W sezonie 2017/18 zajął 1. miejsce w pierwszej lidze serbskiej i awansował do Premijer ligi.

## Sukcesy

### Trofea międzynarodowe
Nie uczestniczył w rozgrywkach europejskich (stan na 31-05-2018).

### Trofea krajowe
Bośnia i Hercegowina
| \| \| Zdobyte trofea w rozgrywkach Bośni i Hercegowiny (stan na: 31-05-2018) \| |                                                                        |      |          |
| Rozgrywki                                                                       | Osiągnięcie                                                            | Razy | Sezon(y) |
| Mistrzostwo                                                                     | I miejsce                                                              | 0    |          |
| Mistrzostwo                                                                     | II miejsce                                                             | 0    |          |
| Mistrzostwo                                                                     | III miejsce                                                            | 0    |          |
| Mistrzostwo                                                                     | ? miejsce                                                              | 1    | 2018/19  |
| Puchar                                                                          | zdobywca                                                               | 0    |          |
| Puchar                                                                          | finalista                                                              | 0    |          |
| Puchar                                                                          | półfinalista                                                           | 1    | 2017/18  |
| II liga                                                                         | I miejsce                                                              | 1    | 2017/18  |
| II liga                                                                         | II miejsce                                                             | 0    |          |
| II liga                                                                         | III miejsce                                                            | 0    |          |
| Bośnia i Hercegowina                                                            | Zdobyte trofea w rozgrywkach Bośni i Hercegowiny (stan na: 31-05-2018) |      |          |

- Druga Liga Republiki Serbskiej (III poziom):
  - mistrz (1): 2014/15 (grupa wschodnia)
- Puchar Republiki Serbskiej:
  - zdobywca (1): 2013/14

Jugosławia
Nie uczestniczył w rozgrywkach profesjonalnych.

## Stadion
Klub rozgrywa swoje mecze domowe na stadionie Gradskim w Ugljeviku, który może pomieścić 5000 widzów.